# Santi Fabiano e Venanzio a Villa Fiorelli

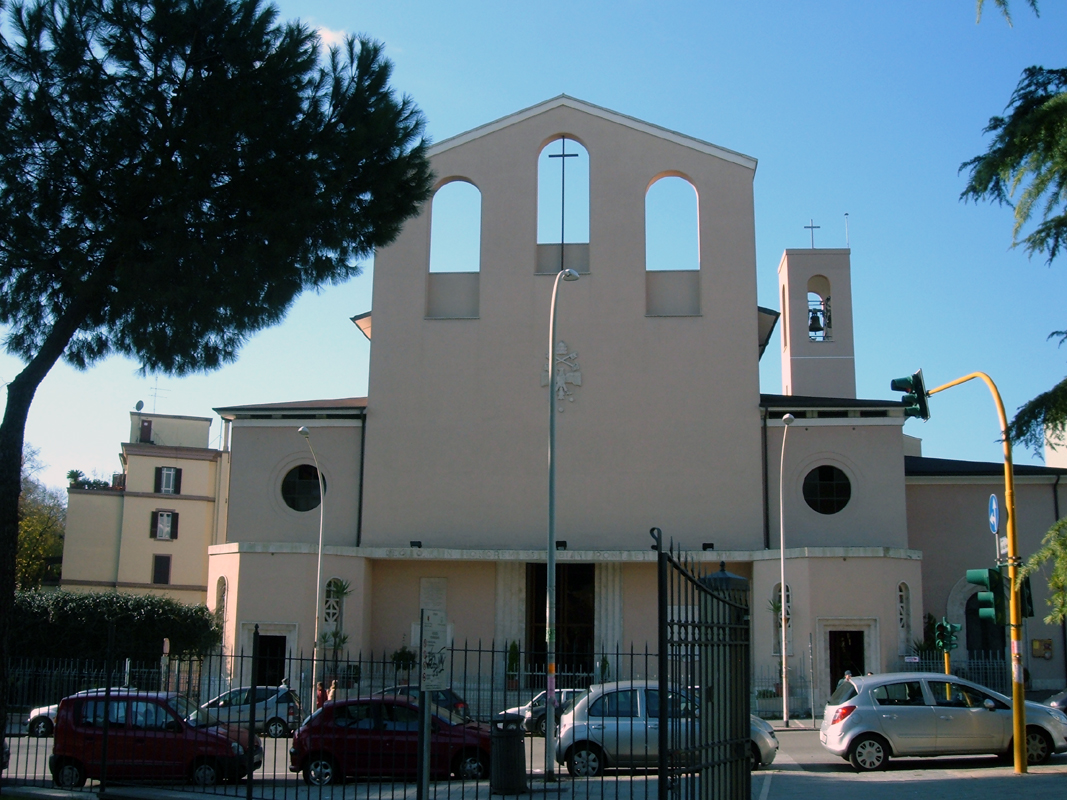
Santi Fabiano e Venanzio a Villa Fiorelli

Die Kirche Santi Fabiano e Venanzio (Sanctorum Fabiani et Venantii ad locum vulgo „Villa Fiorelli“) befindet sich an der Piazza di Villa Fiorelli im Stadtviertel Tuscolano von Rom. Die Namenspatrone der Kirche sind die Heiligen Fabian und Venantius von Camerino.
1936 wurde die Kirche erbaut. Clemente Busciri Vici hatte sie mit drei Längsschiffen, schmalen Seitengängen und einem etwas schräg liegenden Dach entworfen. 

## Kardinalpriester
Am 5. März 1973 wurde die Kirche von Papst Paul VI. zur Titelkirche erhoben. 
Folgende Personen waren Kardinalpriester von Santi Fabiano e Venanzio a Villa Fiorelli:
| Kardinalpriester von Santi Fabiano e Venanzio a Villa Fiorelli |                      |                             |                   |                  |
| Nr.                                                            | Name                 | Amt                         | von               | bis              |
| 1                                                              | Hermann Volk         | Bischof von Mainz           | 5. März 1973      | 1. Juli 1988     |
| 2                                                              | Ján Chryzostom Korec | Bischof von Nitra           | 28. Juni 1991     | 24. Oktober 2015 |
| 3                                                              | Carlos Aguiar Retes  | Erzbischof von Tlalnepantla | 19. November 2016 |                  |